# 宽一郎
宽 一 郎（日语：／ Kan Ichro，1996年8月16日—），日本男演员。父亲是演員佐藤浩市，祖父是三国连太郎。

## 演出作品
注：角色名为粗体字则代表为主演。

### 电影
| 日本公映日期   | 电影名                     | 角色名     | 日本发行公司      | 备注  |
| -------------- | -------------------------- | ---------- | ----------------- | ----- |
| 2017年7月22日  | 《好想大聲說出心底的話。》 | 田崎大树   | Aniplex           |       |
| 2017年9月23日  | 《解忧杂货店》             | 幸平       | KADOKAWA / 松竹   |       |
| 2018年7月7日   | 《菊与断头台》             | 古田大次郎 | Transformer       |       |
| 2019年1月18日  | 《吉娃娃》                 | 中村       | KADOKAWA          |       |
| 2019年3月2日   | 《当你再次起航的时候》     | 五十岚翔太 | CANTER            | [ 4 ] |
| 2019年5月18日  | 《雪子的脚步声》           | 汤佐薰     | 旦旦舍            |       |
| 2019年10月4日  | 《下忍 赤影（下忍 赤い影）》          | 龙         | AMG娱乐           | [ 5 ] |
| 2019年11月15日 | 《下忍 青影（下忍 青い影）》          | 龙         | AMG娱乐           |       |
| 2020年11月20日 | 《不容易的爸爸》           | 志波       | 萬代南夢宮藝術    |       |
| 2020年12月25日 | 《覺醒》                   | 中島透     | Kino Film         |       |
| 2022年2月18日  | 《艾莉絲旅館》             | 甥         | Really Like Films |       |
| 2022年2月18日  | 《月之圓缺》               | 中西       | 松竹              |       |
| 2023年4月28日  | 《阿菊的愛與屎》           | 中次       | 東京Theatres      |       |
| 2023年11月23日 | 《首》                     | 森蘭丸     | KADOKAWA          |       |

### 电视剧
| 电视剧名                                   | 角色名     | 播出日期                 | 播出机构   | 备注  |
| ------------------------------------------ | ---------- | ------------------------ | ---------- | ----- |
| 《午夜日志～追查消失的绑匪！第七年的真相》 | 冈田昇太   | 2018年3月30日            | 东京电视台 |       |
| 《蓝与我》                                 | 那个人     | 2018年7月10日－8月14日   | 富士电视台 |       |
| 《刑警与大盗》                             | 河原顺平   | 2018年10月27日           | 日本电视台 |       |
| 《Legal V～前律师·小鸟游翔子～》           | 守屋至     | 2018年12月6日、13日      | 朝日电视台 |       |
| 《恶党：犯罪者调查追踪》                   | 早见刚     | 2019年5月19日            | WOWOW      |       |
| 《Grand Maison東京》                       | 芹田公一   | 2019年10月20日－12月29日 | TBS电视台  | [ 6 ] |
| 《小道消息 ＃她想知道真正的○○》            | 笹目虎太郎 | 2022年1月6日－3月17日    | 富士電視台 |       |
| 《Prism》                                  | 荒木剛     | 2022年7月12日－9月13日   | NHK        |       |
| 《鎌倉殿的13人》                           | 公曉       | 2022年                   | NHK        |       |
| 《豈有此理〜蔦重繁華如夢故事〜》           | 富本午之助 | 2025年                   | NHK        |       |
| 《怪變》                                   | 山根銀二郎 | 2025年                   | NHK        |       |

### 網路劇
- 湘南純愛組！（2020年2月28日，Amazon Prime Video）- 主演・鬼塚英吉[7]

### 配音
- 妖貓傳（2018年2月24日，東寶） - 丹龍

### 脚注
1. 文字与文字之间有半角状态下的空格隔开，这不仅是正式的对外写法，[1]同时也在其官方网站上有特别注明。但是在实际的新闻媒体报道中，字符间距会缩窄。
2. ↑  虽然电影于2018年上映，但实际拍摄日期却在2016年，为宽一郎参与拍摄的首部电影。

### 出典
1. . 周刊女性PRIME（日语：週刊女性PRIME）. 周刊女性（日语：週刊女性）.   [2019-11-13]. （原始内容存档于2019-11-13）.
2. 1 2  . CinemaToday.   [2019-11-13]. （原始内容存档于2019-11-13）.
3. ↑  . CinemaToday.   [2019-11-13]. （原始内容存档于2019-11-13）.
4. ↑  . Natalie.   [2019-11-13]. （原始内容存档于2019-11-13）.
5. ↑  . Natalie.   [2019-11-13]. （原始内容存档于2019-10-29）.
6. ↑  . MANTANWEB（日语：まんたんブロード）.   [2019-11-13]. （原始内容存档于2020-01-01）.
7. ↑  . 映画ナタリー. 2020-02-12  [2020-02-12]. （原始内容存档于2020-11-21）.